# De Titaan
De Titaan was een Nederlands literair tijdschrift. De eerste editie verscheen in januari 2014. Het blad kwam vier keer per jaar uit. Er zijn zestien nummers gemaakt: de laatste editie was nummer 15/16 en verscheen in winter 2017/2018.
De Titaan verscheen, in tegenstelling tot de meeste literaire tijdschriften, niet als fraai vormgegeven boekwerk, maar als krant van 12 pagina's. Er waren een paar vaste rubrieken, waaronder een zeer kort verhaal, een paginagrote cartoon en een 'zelfrecensie': een auteur recenseert zijn/haar eigen boek.
Het blad bevatte geen reclame en werd niet gesubsidieerd.

## Redactie en medewerkers
De Titaan was een initiatief van Martijn Neggers, die tevens hoofdredacteur was. De redactie hield kantoor in Tilburg. Chrétien Breukers en Joubert Pignon hadden een vaste rubriek. O.a. Ilja Leonard Pfeijffer, Remco Campert, Herman Brusselmans, Michel van Egmond, Özcan Akyol, Nico Dijkshoorn, Maarten Biesheuvel, Henk Spaan, Tim Foncke en Thomas Heerma van Voss leverden bijdragen aan De Titaan.